# Компиталии
Компита́лии (лат. Compitalia, от Compitum — перекрёсток) — древнеримские празднества в честь божеств ла́ров, покровителей перекрёстков. Проводились зимой, через несколько дней после сатурналий.
Компиталии особенно чтились рабами, и поэтому, может быть, их происхождение, несомненно более древнее, приписывали Сервию Туллию, бывшему, по преданию, сыном рабыни и семейного лара (божества) дома Тарквиниев.
Рабы и жильцы близлежащих домов приносили к изображениям ла́ров разные дары, слуги привешивали шерстяные куколки (maniae), как бы заменявшие собой жертвы и отвращавшие несчастье от живых членов семьи. Образованные из рабов и отпущенников общества (collegia compitalicia) устраивали игры и торжественные шествия в честь ла́ров. Участие в шествиях богатых и честолюбивых людей возбудило опасения Юлия Цезаря и Августа, — и коллегии и игры были запрещены.
Позже Август повсеместно восстановил культ ларов, присоединив к ним и своего собственного гения, genius Augusti, однако не допустил возобновления коллегий. Празднества и игры стали справлять не зимой, а в мае и в августе.